# Lei de diretrizes orçamentárias
No Brasil, a Lei de Diretrizes Orçamentárias (LDO) tem como a principal finalidade orientar a elaboração dos orçamentos fiscais e da seguridade social e de investimento do Poder Público, incluindo os poderes Executivo, Legislativo, Judiciário e as empresas públicas e autarquias. Busca sintonizar a Lei Orçamentária Anual (LOA) com as diretrizes, objetivos e metas da administração pública, estabelecidas no Plano Plurianual. De acordo com o art. 165, § 2º da Constituição Federal, a LDO:
- compreenderá as metas e prioridades da administração pública, incluindo as despesas de capital para o exercício financeiro subsequente;
- orientará a elaboração da LOA;
- disporá sobre as alterações na legislação tributária;
- estabelecerá a política de aplicação das agências financeiras oficiais de fomento.

A iniciativa do projeto da LDO é exclusiva do chefe do Poder Executivo (no âmbito federal, o Presidente da República, por meio da Secretaria de Orçamento Federal). O projeto é, então encaminhado ao Congresso Nacional até o dia 15 de abril de cada ano, para aprovação.
O poder executivo deve encaminhar o projeto de lei de diretrizes orçamentárias até uma data limite, definida pela Lei Orgânica do Município. A Câmara dos vereadores tem um prazo para realizar a votação - que varia de cidade para cidade. Caso contrário, esta não poderá entrar em recesso.